# ОШ „Угљаре” Угљаре
Основна  школа „Угљаре” је образовна установа која обавља делатност основног образовања и васпитања у систему Републике Србије. Седиште школе налази се у Угљару, општина Косово Поље, на Косову и Метохији.

## Истроија
Непосредно након Другог светског рата, 1947. године на иницијативу мештана почело се са обезбеђивањем простора и градњом школе, да би 1952. године школа почела са радом и њу су похађали и деца из околних села, између осталих, Кузмина, Бресја, Белаћевца, Помазетина. Колонизацијом железничког чвора у Косову Пољу, у истоименом месту се повећава број становника па се оснивају и основне школе за потребе школовања и васпитавања деце. Основна школа у Угљару постаје огранак и истурено одељење Основне школе „Вук Караџић” све до 1997. године.
Основна  школа „Угљаре” основана је 7. маја 1997. године одлуком Владе Републике Србије, а уписана је у судски регистар код Привредног суда у Приштини, решењем број ФИ - 1053/97 од 14. новембра 1997. године, за обављање делатности основног образовања општег типа.
Након рата на Косову и Метохији школа ради у смањеним безбедносним околоностима, обзиром да школу похађају ученици српске националности, она је на мети провокација и напада Албанаца. Број деце у школи је након 1999. године у паду, обзиром да се српске породице исељавају из Угљара.
Школски објекат се дограђивао у више етапа, да би добио коначно данашњи изглед. Школа је комплетно реновирана од стране Невладиних организација добивши грејање, нове просторије, мокри чвор, трпезарију, затим захваљујући општини Грачаница добија нове прозоре и замену подова и оно што је најскорије дограђено је фискултурна сала са свлачионицом и мокрим чвором. Захваљујући Арно Гујону и организацији „Солидарност за Косово“ школа добија једну од важних просторија, фискултурну салу. Школа данас поседује 4 учионице, 3 кабинета (хемија и биологија, информатички и технички), спортски полигон, фискултурну салу, библиотеку, кухињу, зборницу, административне просторије, котларницу, радионицу, свлачионицу. Школска зграда има површину 1150 m², а школско двориште са спортским тереном износи 67 ари.